# Sambischer Kwacha
Der Kwacha (englisch Zambian kwacha) ist die Währungseinheit Sambias. Der aktuelle Kwacha wurde zum 1. Januar 2013 eingeführt, er ist in 100 Ngwee (Abkürzung: N) unterteilt und ersetzte den alten, 1968 eingeführten Kwacha (ISO-Code ZMK) im Verhältnis 1000:1. Die neue Währung hat den ISO-4217-Code ZMW bzw. 967.
Das Wort Kwacha bedeutet auf Bemba ‚Morgendämmerung‘, ‚Anbruch‘ und spielt auf den sambischen nationalistischen Slogan „der neue Anbruch der Freiheit“ an. Auch die Währung des östlichen Nachbarstaates Malawi heißt Kwacha.
Auf der Vorderseite der sambischen Banknoten ist ein Schreiseeadler als Wahrzeichen des Landes abgebildet. Auf den Rückseiten ist die Freiheitsstatue von Lusaka als Zeichen der Freiheit zu finden.

## Geschichte

### Einführung der neuen Währung 1964 bis 1974

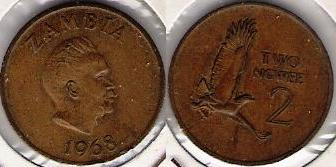
Münze zu 2 Ngwee aus dem Jahr 1968

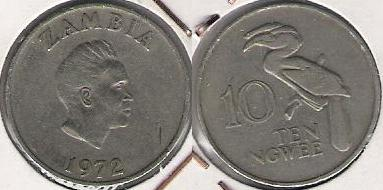
Münze zu 10 Ngwee aus dem Jahr 1972

Vor der Unabhängigkeit im Jahr 1964, d. h. zur Zeit der britischen Kolonie Nordrhodesien bildete das südrhodesische Pfund die Währung des Landes. Im Jahr 1965 wurde eine nationale Währung, bestehend aus Kwacha-Banknoten (K) und Ngwee-Münzen (N) eingeführt. Mit dem Currency Act aus dem Jahr 1967 wurde der Übergang zur neuen Währung verbindlich. Die Währung gab es anfänglich in den folgenden Denominationen: K1-, K2-, K10- und K20-Banknoten, sowie Münzen zu 50, 20, 10, 5, 2 und 1 Ngwee. Der anfängliche fixe Wechselkurs lag bei 1 K = 1,40 US-Dollar und 2 K = 1 £ bzw. 5 Shilling = 50 Ngwee, so dass die alte britische Währung in übersichtlicher Weise in die neue Währung umgetauscht werden konnte. Die Abwertung des US-Dollars am 15. August 1971 führte daher zu einer Aufwertung des Kwacha aufgrund der Bindung an das britische Pfund (am 23. August 1971). Der Kwacha wurde danach an den US-Dollar gekoppelt, wodurch der anfängliche Wechselkurs bei 1 K = 1,40 US-Dollar, wiederhergestellt wurde. Am 31. Januar 1974 war die Übergangsphase von britischen Pfund zur neuen Währung abgeschlossen, und Kwacha und Ngwee wurden zum einzigen gesetzlichen Zahlungsmittel.

### Wirtschaftskrise und anhaltend hohe Inflation
In den folgenden Jahren ergab sich ein allmählicher Wertverfall der Währung, so dass der Kwacha am Ende der 1970er Jahre weniger als 1 US-Dollar wert war. 1980 wurden neue Banknoten eingeführt. Die zunehmende Inflation und Wirtschaftskrise in den 1980ern und Anfang der 1990er Jahre führte dazu, dass immer höhere Denominationen ausgegeben werden mussten. 1986 brachte die Bank of Zambia den 50-K-Schein in Umlauf. 1991 kamen die 100-K- und die 500-K-Banknote hinzu. In dieser Zeit wurde der 1-K-Schein durch eine Münze gleichen Nennwerts ersetzt, während die 2-K-Banknote aus dem Verkehr gezogen wurde. Nach dem Übergang zum Mehrparteiensystem mit den Wahlen 1991 wurde auch das Design der Banknoten geändert. Das Bildnis Kenneth Kaundas wurde durch Natur- und kulturelle Motive ersetzt. Die Inflation blieb weiterhin auf hohem Niveau. 5-K- und 10-K-Banknoten wurden durch Münzen gleichen Nennwerts ersetzt. Kleinere Münzstückelungen verschwanden langsam aus dem Umlauf, und die neu eingeführte 25-Ngwee-Münze entwickelte sich zur nach Nennwert kleinsten Münze.
Im Mai 1996 wurden drei weitere Banknoten eingeführt: 1.000-Kwacha, 5.000-Kwacha und 10.000-Kwacha. Die anhaltende Inflation kombiniert mit einem schwachen Wirtschaftswachstum führten dazu, dass die zirkulierende Geldmenge massiv von 65,4 Milliarden Kwacha im Jahr 1994 auf 671 Milliarden Kwacha im Jahr 2003 expandierte. 2003 führte die Bank of Zambia zwei weitere Stückelungen ein: den 20.000-K- und den 50.000-K-Schein. Die Kwacha-Banknotenserie umfasste damit neun Banknoten: 20, 50, 100, 500, 1.000, 5.000, 10.000, 20.000 und 50.000 K-Scheine. Die beiden letztgenannten wurden ab September 2003 ausgegeben. Münzen waren aufgrund ihres geringen Werts praktisch gar nicht mehr im Umlauf. Als Besonderheit gab die Zentralbank zwei neue 1000- und 500-K-Banknoten aus, die aus Polymer und nicht Papier bestanden, zwecks Erhöhung der Lebensdauer.

### Währungsreform 2013
Die Regierung Sambias unter Präsident Michael Sata stimmte am 23. Januar 2012 der Empfehlung des Vorstands der Bank of Zambia zur Umstellung der Landeswährung zu. Das Projekt umfasste einen Umtausch von alten Kwacha in neue Kwacha. Die neue Währung hatte ein Tausendstel des Nennwertes der alten Währung. 1000 alte Kwacha konnten also in 1 neuen Kwacha umgetauscht werden. Die neue Kwacha-Währung war in Form von sechs Banknoten (K100, K50, K20, K10, K5, K2) und vier Münzen (K1, 50N, 10N, 5N) erhältlich. Die alten Banknoten waren noch bis zum 30. Juni 2013 gültig.
Im April 2025 wurden neue Banknoten, sowie erstmals solche mit einem Wert von 200 bzw. 500 Kwacha, eingeführt.